# الحب الضائع (فلم)
الحب الضائع فيلم مصري تم إنتاجه عام 1970، من إخراج هنري بركات وبطولة سعاد حسني وزبيدة ثروت ورشدي أباظة وقصة عميد الأدب العربي طه حسين.
القصة عن الصديقتين التي يفرقهما حب رجل واحد ، عندما تتزوح إحدى الصديقات وتسافر مع زوجها إلى تونس ، تحافظ على علاقتها بالصديقة الأخرى ، يموت الزوج في تونس ، تصمم الصديقة الأخرى على دعوة صديقتها للعيش معها والتخفيف عن وحدتها.بعد مجيء الصديقة يتعلق بها زوج الصديقة الأخرى ، الحب الذي يضع الجميع في مواجهة صعبة مع الصداقة والزواج

## فريق العمل
إخراج: هنري بركات
تأليف: طه حسين (قصة) يوسف جوهر (سيناريو وحوار)
إنتاج: رمسيس نجيب

### بطولة
- سعاد حسني:ليلى
- رشدي أباظة:مدحت
- زبيدة ثروت:سامية
- علي بن عياد:محمود زوج ليلى
- محمود المليجي:أبو سامية
- حسن مصطفى:حماشة
- أحمد حماشي:الطبيب
- فتحية شاهين:عمة سامية
- عزيزة: راقصة
- زينة: راقصة
- محيي عبد الجواد:سكرتير مدحت

## روابط خارجية
- مقالات تستعمل روابط فنية بلا صلة مع ويكي بيانات